# Leucothoe euryonyx
Leucothoe euryonyx is een vlokreeftensoort uit de familie van de Leucothoidae. De wetenschappelijke naam van de soort is voor het eerst geldig gepubliceerd in 1901 door Walker.